# Paraphoxus communis
Paraphoxus communis är en kräftdjursart som beskrevs av Jarrett och Edward Lloyd Bousfield 1994. Paraphoxus communis ingår i släktet Paraphoxus och familjen Phoxocephalidae. Inga underarter finns listade i Catalogue of Life.